# Maoricicada cassiope
Maoricicada cassiope är en insektsart som först beskrevs av Hudson 1891.  Maoricicada cassiope ingår i släktet Maoricicada och familjen cikador. Inga underarter finns listade i Catalogue of Life.